# Mesjid (Kaway XVI)
Mesjid is een bestuurslaag in het regentschap Aceh Barat van de provincie Atjeh, Indonesië. Mesjid telt 697 inwoners (volkstelling 2010).